# 伏闍信
伏阇信（?—?），姓尉迟（又译伏阇），7世纪于阗国王。
本来臣服突厥，贞观二十二年（648年），阿史那社尔讨伐龟兹，伏阇信惧怕唐军，派其子以驼万三百匹馈劳军队。及唐军将回师的时候，行军长史薛万备请求阿史那社尔：“今者公既破龟兹，西域皆震恐，国威已振，请因此机，愿以轻骑羁取于阗王献京师。”阿史那社尔派遣薛万备率五十骑抵于阗之国都，薛万备陈说大唐国的威武，劝伏阇信入见天子，伏阇信于是随薛万备来朝。到达长安之後，唐太宗已经病逝。唐高宗嗣位，拜伏阇信为右骁卫大将军，又任命其子叶护玷为右骁卫将军，并赐于阗国金带、锦袍、布帛六十段，并宅第一区，留数月而遣还，因请留子弟以宿卫。唐太宗葬昭陵，刻伏阇信的形象石像列于玄阙之下。后来其弟伏阇雄继位。